# Sophie Schröder
Sophie Antonie Luise Schröder (Paderborn, 1º marzo 1781 – Monaco di Baviera, 25 febbraio 1868) è stata un'attrice teatrale tedesca.

## Biografia
Sophie Bürger nacque a Paderborn, figlia dell'attore Gottfried Bürger. Esordì sulle scene a San Pietroburgo nel 1793 e nel 1798 fu scritturata dal Burgtheater su raccomandazione di August von Kotzebue. 
Recitò assiduamente a Vienna, Monaco e Amburgo, affermandosi come una delle maggiori attrici tragiche del teatro mitteleuropeo. Soprannominata "la Siddons tedesca", annoverò nel suo repertorio ruoli da protagonista in opere di Friedrich Schiller (Maria Stuarda, La sposa di Messina, Don Carlos), Jean Racine (Fedra), Scipione Maffei (Merope), William Shakespeare (Macbeth) e, in particolare, Franz Grillparzer, di cui fu grande interprete in Austria.
Fu sposata con Stollmers Smets dal 1795 alla separazione nel 1799. Nel 1804 si risposò con il tenore Friedrich Schröder e, rimasta vedova, sposò Wilhem Kunst nel 1825. Il soprano Wilhelmine Schröder-Devrient era la sua primogenita; ebbe anche dei figli illegittimi dal pittore Moritz Michael Daffinger. Dopo l'addio alle scene nel 1839, si ritirò a Monaco, dove morì nel 1868. È sepolta con il figlio Alexander nell'Alter Südfriedhof.